# Anigraea olivata
Anigraea olivata là một loài bướm đêm trong họ Noctuidae.